# Cvetan Antov
Cvetan Antov (in bulgaro Цветан Антов?; Vidin, 17 settembre 1964) è un ex cestista bulgaro.

## Carriera
Con la Bulgaria ha disputato due edizioni dei Campionati europei (1985, 1989).